# Landésche Intervallregel
Die Landé’sche Intervallregel (nach dem deutschen Physiker Alfred Landé) ermöglicht in der Atomphysik die Abschätzung der Energiedifferenz zweier benachbarter Feinstruktur- oder Hyperfeinstruktur-Energieniveaus. Sie besagt, dass:
- im Fall der Feinstruktur der Energieunterschied der Niveaus mit Quantenzahlen {\displaystyle J} und {\displaystyle J-1} proportional zu {\displaystyle J} ist
- im Fall der Hyperfeinstruktur der Energieunterschied der Niveaus mit Quantenzahlen {\displaystyle F} und {\displaystyle F-1} proportional zu {\displaystyle F} ist.

In der Hyperfeinaufspaltung (rechts) des Wasserstoff-Atoms ist zu erkennen, dass die Energiedifferenz zwischen den Niveaus und zweimal größer ist als die zwischen und.

## Feinstruktur
In einem Feinstruktur-Multiplett ist die Energie eines Niveaus mit Hauptquantenzahl {\displaystyle n}, Bahndrehimpuls {\displaystyle L}, Elektronenspin {\displaystyle S} und gesamtem Hüllendrehimpuls {\displaystyle J} gegeben durch folgende Formel:
{\displaystyle \Delta E_{n,L,J}={\frac {a}{2}}\left(J(J+1)-L(L+1)-S(S+1)\right)}
Dabei ist {\displaystyle a} die atomspezifische LS-Kopplungs-Konstante.
Daraus folgt für die Energiedifferenz zweier Niveaus mit Gesamtdrehimpuls {\displaystyle J} und  {\displaystyle J-1}:
{\displaystyle \Rightarrow \Delta E_{\mathrm {FS} }=\Delta E_{n,L,J}-\Delta E_{n,L,J-1}=a\cdot J}

## Hyperfeinstruktur
Für die Hyperfeinstruktur gilt Analoges, nur dass statt des Hüllendrehimpulses {\displaystyle J} der Gesamtdrehimpuls {\displaystyle F} betrachtet wird, der den Kernspin {\displaystyle I} mit einbezieht:
{\displaystyle \Delta E_{\mathrm {HFS} }=\Delta E_{n,J,I,F}-\Delta E_{n,J,I,F-1}=A\cdot F}
Dabei wird {\displaystyle A} als Hyperfeinstruktur-Kopplungskonstante oder auch Intervallfaktor bezeichnet.

## Gültigkeit
Die Intervallregel ist für leichte Atome meist in guter Näherung erfüllt. Sie verliert ihre Gültigkeit generell, sobald die Kopplung der beteiligten Drehimpulse nicht mehr als kleine Störung behandelt werden kann. Dies ist darauf zurückzuführen, dass die obige Formel für die Lage der Energieniveaus LS-Kopplung voraussetzt, die bei schweren Atomen nicht mehr gegeben ist.
Auch bei leichten Atomen, wie beispielsweise dem Triplett-Zustand des leichtesten Mehrelektronen-Atoms Helium, kann die Intervallregel aufgrund der Spin-Spin-Wechselwirkung der Elektronen verletzt sein.
Die Wechselwirkung des elektrischen Feldes der Hüllenelektronen mit einem nicht verschwindenden Quadrupolmoment des Atomkerns kann ebenfalls Abweichungen von der Intervallregel hervorrufen.